# Moore College of Art and Design

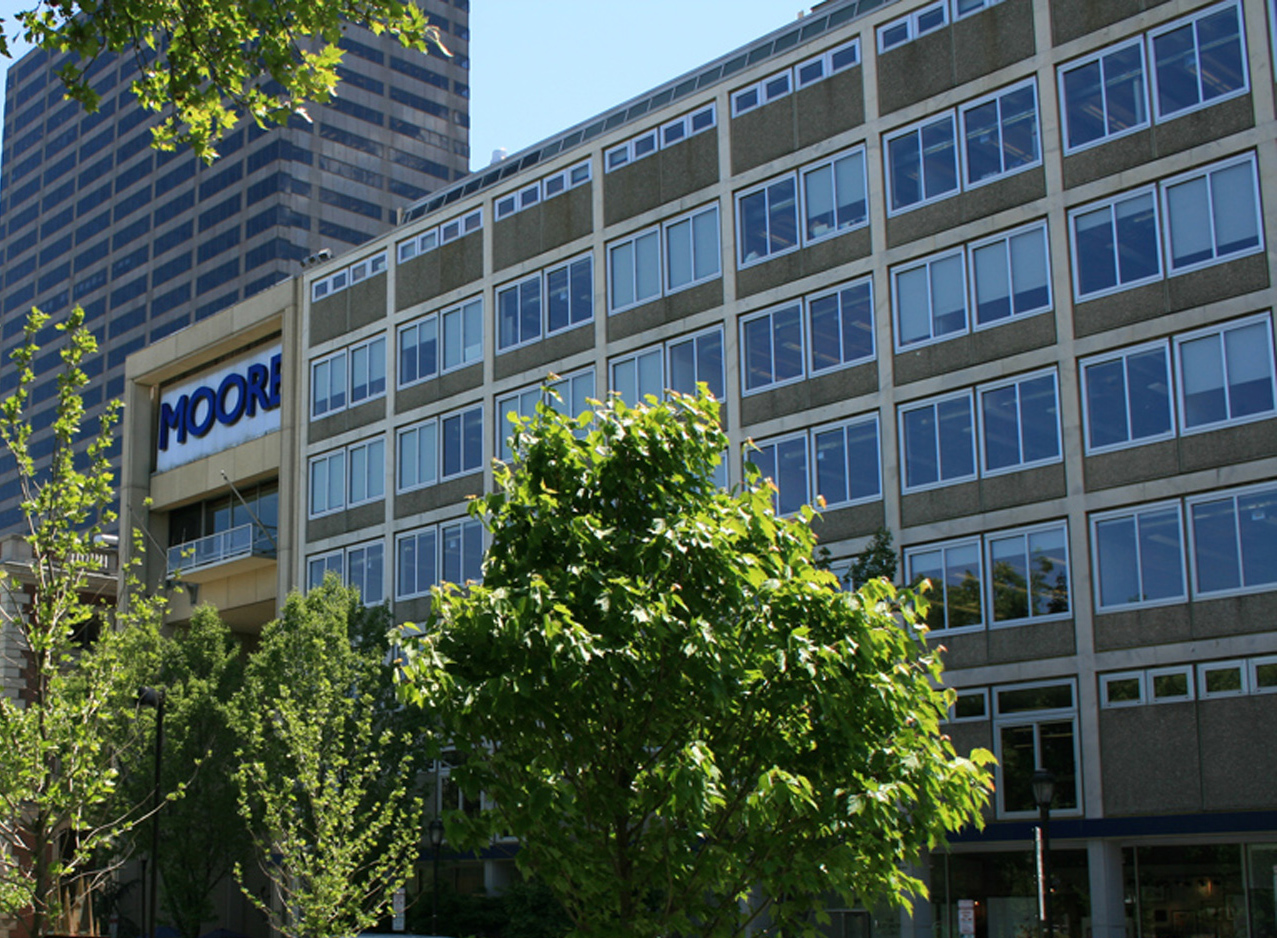
Bâtiment 20th Street and the Parkway, Philadelphie.

Le Moore College of Art and Design est un college américain fondé en 1848, sous le nom de Philadelphia School of Design for Women, à Philadelphie en Pennsylvanie. Il compte actuellement environ 500 étudiants qu'il forme aux métiers de l'art et du design.

## Histoire
En 1850, Sarah Worthington King Peter sollicita l'Institut Franklin afin qu’il fasse de sa classe de dessin, fréquentée par 20 jeunes femmes, une antenne de cette fondation,, et de fait l'Institut Franklin géra et supervisa les activités de la Philadelphia School of Design for Women de 1850 à 1853 ; puis 17 membres furent chargés de gérer l'école à partir de 1853. Cresson était de ces 17 directeurs, et fut élu président dès le premier conseil, mais sa mort mit un terme à ses projets.